# Aplonis
Genre
Le genre Aplonis comprend des espèces d'oiseaux appartenant à la famille des Sturnidae.

## Tableau des espèces acceptées
| Nom binominal           | Auteur                     | Année | Nom commun            | Photo                      |
| ----------------------- | -------------------------- | ----- | --------------------- | -------------------------- |
| Aplonis atrifusca       | Peale                      | 1848  |                       |                            |
| Aplonis brunneicapillus | Danis                      | 1938  |                       |                            |
| Aplonis cantoroides     | G. R. Gray                 | 1862  |                       |                            |
| Aplonis cinerascens     | Hartlaub & Finsch          | 1871  |                       |                            |
| Aplonis circumscripta   | A. B. Meyer                | 1884  |                       |                            |
| †Aplonis corvina        | Kittlitz                   | 1833  | Stourne de Kusaie     |                            |
| Aplonis crassa          | P. L. Sclater              | 1883  |                       |                            |
| Aplonis dichroa         | Tristram                   | 1895  |                       |                            |
| Aplonis feadensis       | E. P. Ramsay               | 1882  |                       |                            |
| †Aplonis fusca          | Gould                      | 1836  |                       |                            |
| Aplonis grandis         | Salvadori                  | 1881  |                       |                            |
| Aplonis insularis       | Mayr                       | 1931  |                       |                            |
| Aplonis magna           | Schlegel                   | 1871  |                       |                            |
| †Aplonis mavornata      | Buller                     | 1887  | Stourne mystérieux    |                            |
| Aplonis metallica       | Temminck                   | 1824  | Stourne luisant       | - Mâle - Female - Juvenile |
| Aplonis minor           | Bonaparte                  | 1850  |                       |                            |
| Aplonis mysolensis      | G. R. Gray                 | 1862  |                       |                            |
| Aplonis mystacea        | Ogilvie-Grant              | 1911  | Stourne de Grant      |                            |
| Aplonis opaca           | Kittlitz                   | 1833  | Stourne de Micronésie |                            |
| Aplonis panayensis      | Scopoli                    | 1786  | Stourne bronzé        | - Juvenile                 |
| Aplonis pelzelni        | Finsch                     | 1876  |                       |                            |
| Aplonis santovestris    | Harrisson & A. J. Marshall | 1937  |                       |                            |
| Aplonis striata         | Gmelin                     | 1788  |                       |                            |
| Aplonis tabuensis       | Gmelin                     | 1788  | Stourne de Polynésie  |                            |
| Aplonis zelandica       | Quoy & Gaimard             | 1830  |                       |                            |